# Portret van een gewonde KNIL-militair
Portret van een gewonde KNIL-militair of Portret van KNIL-militair Kees Pop is een impressionistisch portretschilderij, gedateerd 1882, door Isaac Israels. Het werk bevindt zich sinds 2000 in de collectie van het Rijksmuseum.

## Referentie
- Black is beautiful: Rubens tot Dumas , tentoonstelling & catalogus in Nieuwe Kerk Amsterdam, 2008
- Een Afrikaan in dienst van het KNIL: een zoektocht naar de naam bij het gezicht  artikel door Eveline Sint Nicolaas in het Rijksmuseum bulletin, 2000